# St Bartholomew by the Exchange

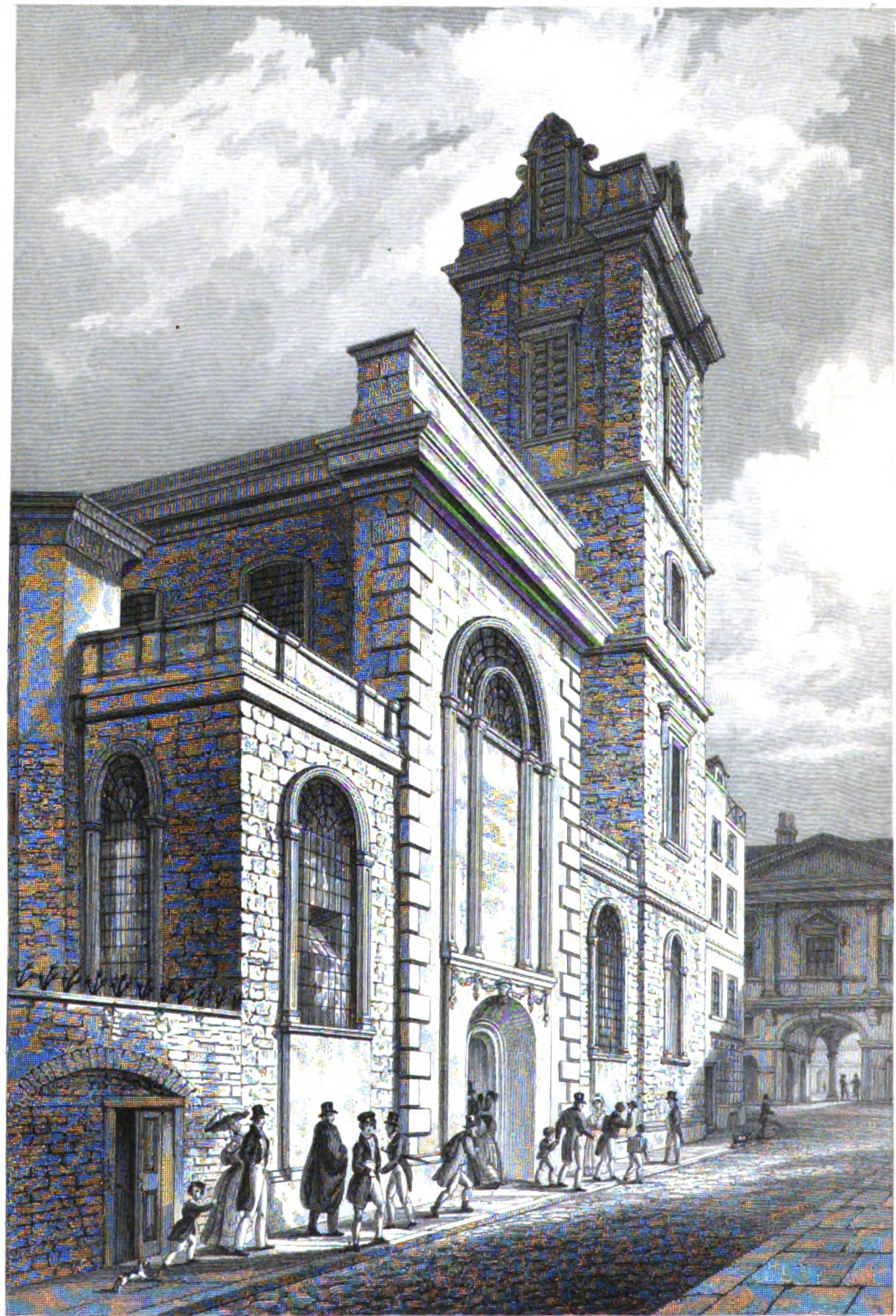
St Bartholomews by the Exchange

St Bartholomews by the Exchange [deutsch: St. Bartholomäus an der Börse] war eine 1840 abgebrochene anglikanische Pfarrkirche im Londoner Innenstadtbezirk City of London.

## Geschichte
Die urkundlich seit dem 13. Jahrhundert belegte Kirche wurde zur Unterscheidung von der romanischen Stiftskirche St Bartholomew-the-Great im Mittelalter St Bartholomew-the-Little und später nach ihrer Lage neben der Londoner Börse bezeichnet. Die 1666 im Großen Brand von London zerstörte mittelalterliche Kirche wurde von 1675 bis 1683 von Christopher Wren wiederaufgebaut. Der Kirchenraum war durch vier Säulenpaare in ein basilikal erhöhtes Mittelschiff und niedrige Seitenschiffe mit Emporen unterteilt und schloss mit einem Chorraum ab. Die entsprechend dem Raumquerschnitt gestaffelte straßenseitige Fassade war mit einem seitlich stehenden Turm ausgestattet.
Von 1840 bis 1842 wurde die Kirche, wie auch die benachbarte Kirche St Benet Fink, zugunsten des Neubaus der 1838 durch Brand zerstörten Londoner Börse abgebrochen, ihre Gemeinde mit der von St Margaret Lothbury vereinigt. Teile der Ausstattung wurden in die von Charles Robert Cockerell erbaute Kirche St. Bartholomew Moor Lane übernommen, das Patrozinium wurde nach deren Abbruch 1902 an St Bartholomew in Stamford Hill übertragen.